# L'Albufera
L'Albufera este o arie protejată (sit de importanță comunitară — SCI) din Spania întinsă pe o suprafață de 27.538 ha, integral pe uscat.

## Localizare
Centrul sitului L'Albufera este situat la coordonatele 39°18′19″N 0°18′47″W / 39.3053°N 0.3131°V.

## Înființare
Situl L'Albufera a fost declarat sit de importanță comunitară în iulie 2001 pentru a proteja 3 specii de plante și 68 de specii de animale.

## Biodiversitate
Situată în ecoregiunile marină mediteraneană și mediteraneană, aria protejată conține 16 habitate naturale: Vegetație anuală la limita mareei, Dune mobile cu vegetație embrionară, Dune cu tufărișuri sclerofile Cisto-Lavenduletalia, Depresiuni intradunale umede, Lacuri eutrofice naturale cu vegetație de tip Magnopotamion sau Hydrocharition, Tufărișuri termo-mediteraneene și de pre-deșert, Pășuni mediteraneene udate de apa mării (Juncetalia maritimi), Ape puternic oligomezotrofe cu vegetație bentonică cu Chara spp., Dune cu vegetație ierboasă Brachypodietalia cu specii anuale, Bancuri de nisip acoperite în permanență slab de apă marină, Dune de coastă cu Juniperus spp., Lagune de coastă, Mlaștini calcaroase cu Cladium mariscus și specii de Caricion davallianae, Straturi cu Posidonia (Posidonion oceanicae), Dune mobile de-a lungul țărmului cu Ammophila arenaria („dune albe”), Iazuri temporare mediteraneene.
La baza desemnării sitului se află mai multe specii protejate:
- plante (3): Kosteletzkya pentacarpos, Marsilea batardae, Marsilea quadrifolia
- păsări (59): lăcar mare (Acrocephalus arundinaceus), privighetoare-de-baltă (Acrocephalus melanopogon), lăcar-de-lac (Acrocephalus scirpaceus), pescăruș albastru (Alcedo atthis), rață sulițar (Anas acuta), rață lingurar (Anas clypeata), rață pitică (Anas crecca), rață fluierătoare (Anas penelope), rață mare (Anas platyrhynchos), rață cârâitoare (Anas querquedula), stârc cenușiu (Ardea cinerea), stârc roșu (Ardea purpurea), stârc galben (Ardeola ralloides), ciuf de câmp (Asio flammeus), ciuf-de-pădure (Asio otus), rață-cu-cap-castaniu (Aythya ferina), rață roșie (Aythya nyroca), buhai de baltă (Botaurus stellaris), Bubulcus ibis, caprimulg (Caprimulgus europaeus), prundăraș de sărătură (Charadrius alexandrinus),  prundaș gulerat mic (Charadrius dubius), chirighiță-cu-obraz-alb (Chlidonias hybridus), erete de stuf (Circus aeruginosus), egretă mică (Egretta garzetta), Galerida theklae, becațină comună (Gallinago gallinago), pescăriță râzătoare (Gelochelidon nilotica), ciovlica roșcată (Glareola pratincola), cocor (Grus grus), piciorong (Himantopus himantopus), stârc pitic (Ixobrychus minutus), Larus audouinii, Larus genei, sitar de mâl (Limosa limosa), Marmaronetta angustirostris, rață cu ciuf (Netta rufina), stârc de noapte (Nycticorax nycticorax), Oxyura leucocephala, vultur pescar (Pandion haliaetus), pițigoi de stuf (Panurus biarmicus), viespar (Pernis apivorus), Phalacrocorax carbo sinensis, bătăuș (Philomachus pugnax), Phoenicopterus ruber, lopătar (Platalea leucorodia), țigănuș (Plegadis falcinellus), ploier auriu (Pluvialis apricaria), corcodel mare (Podiceps cristatus), Porphyrio porphyrio, Pyrrhocorax pyrrhocorax, ciocântors (Recurvirostra avosetta), chiră mică (Sterna albifrons), chiră de baltă (Sterna hirundo), chiră de mare (Sterna sandvicensis), silvie de tufiș (Sylvia undata), călifar alb (Tadorna tadorna), fluierar de mlaștină (Tringa glareola), nagâț (Vanellus vanellus)
- mamifere (4): liliac cu aripi lungi (Miniopterus schreibersii), liliac cu picioare lungi (Myotis capaccinii), liliacul mare cu potcoavă (Rhinolophus ferrumequinum), liliacul cu potcoavă a lui méhely (Rhinolophus mehelyi)
- pești (3): Aphanius iberus, zvârluga (Cobitis taenia), Valencia hispanica
- reptile (2): țestoasa de baltă (Emys orbicularis), Mauremys leprosa

Pe lângă speciile protejate, pe teritoriul sitului au mai fost identificate 2 specii de plante.